# Petra Lammert
Petra Lammert (Freudenstadt, 3 maart 1984) is een Duitse kogelstootster. Ze werd Europees indoorkampioene en meervoudig Duits kampioene op deze discipline. Haar persoonlijk record van 20,04 meter behaalde ze op 26 mei 2007 in Zeven.

## Biografie
In 2005 nam ze voor het eerst deel aan internationale atletiekwedstrijden. Bij de Europese indoorkampioenschappen voor senioren werd ze vierde bij het kogelstoten met 18,97 m. Later dat jaar bij de Europese indoorkampioenschappen voor neo-senioren won ze een gouden medaille. Het jaar won ze de nationale senioren titel (in- en outdoor) en behaalde bij de Europese kampioenschappen atletiek 2006 in Göteborg een bronzen medaille. Ook veroverde ze dat jaar in Málaga de Europese beker met 19,36 m.
In 2007 werd ze vijfde op het WK 2007 in Osaka. Door blessures kon ze zich niet plaatsen voor de Olympische Spelen van 2008 in Peking. Op de EK indoor 2009 liet ze haar prestaties duidelijk spreken en veroverde de Europese indoortitel. Met een persoonlijk record van 19,66 m bleef ze haar landgenote Denise Hinrichs (zilver; 19,63) en Roemeense Anca Heltne (brons; 18,71) voor.

## Titels
- Europees kampioene kogelstoten (indoor) - 2006
- Duits kampioene kogelstoten (indoor) - 2006
- Duits kampioene kogelstoten (outdoor) - 2006
- Europees kampioene kogelstoten (onder 23 jaar) - 2005

## Persoonlijke records
| Onderdeel             | Prestatie | Datum       | Plaats       |
| --------------------- | --------- | ----------- | ------------ |
| kogelstoten (outdoor) | 20,04 m   | 26 mei 2007 | Zeven        |
| kogelstoten (indoor)  | 19,66 m   | Turijn      | 6 maart 2009 |

## Prestatieontwikkeling
| Jaar | Kogelstoten (outdoor) (in meter) | Kogelstoten (indoor) (in meter) |
| ---- | -------------------------------- | ------------------------------- |
| 2003 | 16,23                            | -                               |
| 2004 | 17,16                            | -                               |
| 2005 | 19,81                            | 18,69                           |
| 2006 | 19,64                            | 19,25                           |
| 2007 | 20,04                            | 18,31                           |
| 2008 | 19,04                            | 18,63                           |
| 2009 |                                  | 19,66                           |

## Palmares

### kogelstoten
Kampioenschappen
- 2005:  EK (onder 23 jaar) - 18,97 m
- 2005: 4e EK indoor - 18,69 m
- 2005: 5e Wereldatletiekfinale - 18,49 m
- 2006: 4e WK indoor - 19,21 m
- 2006:  Europacup - 19,36 m
- 2006:  EK - 19,17 m
- 2006: 5e Wereldatletiekfinale - 18,67 m
- 2007:  Europese Wintercup - 18,67 m
- 2007: 5e WK - 19,33 m
- 2007: 4e Wereldatletiekfinale - 19,12 m
- 2009:  EK indoor - 19,66 m
- 2010: 6e EK - 18,94 m

Golden League-podiumplekken
- 2005:  ISTAF – 18,92 m